# William Hogarth
William Hogarth (Londres, 10 de novembro de 1697 – Londres, 26 de outubro de 1764) foi um pintor, gravador e ilustrador inglês. Seu trabalho se estendeu de excelentes retratos realistas a
histórias em quadrinhos como séries de imagens chamadas "assuntos morais modernos". Muito do seu trabalho, embora às vezes vicioso, satirizavam a política contemporânea e as alfândegas. Ilustrações de tal estilo são muitas vezes referidas como Hogartianas.

## Início de vida
William Hogarth nasceu em Bartholomew Close, Londres, filho de Richard Hogarth, um pobre professor de latim e escritor de livros didáticos, e Anne Gibbons. Em sua juventude, ele foi aprendiz do gravurista Ellis Gamble em Leicester Fields, onde aprendeu a fazer gravaras de cartões de comércio e produtos similares. Jovem, Hogarth também teve um vivo interesse pela vida na rua da metrópole e as feiras de Londres, e divertiu-se desenhando os personagens que ele via. Na mesma época, seu pai, que tinha aberto uma cafeteria de língua latina malsucedida na St John's Gate, foi preso por dívidas na prisão de Fleet por cinco anos. Hogarth nunca falou da prisão de seu pai.
Ele se tornou um membro da Rose and Crown Club, com Peter Tillemans, George Vertue, Michael Dahl, e outros artistas e apreciadores.

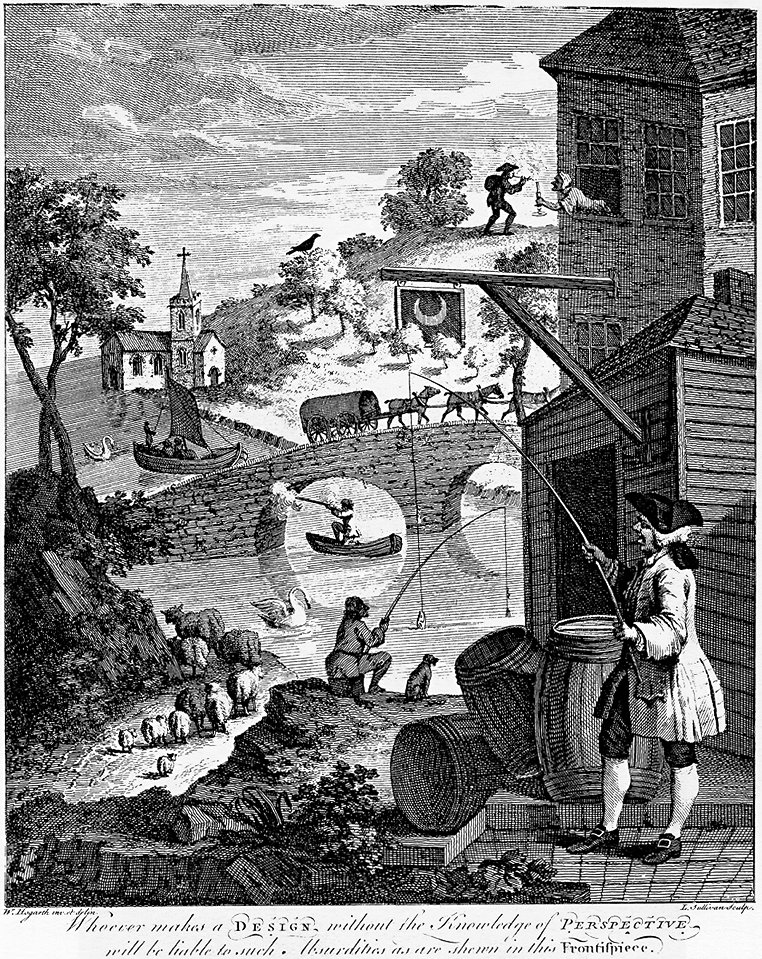
Sátira sobre a Falsa Perspectiva de William Hogarth, 1754.
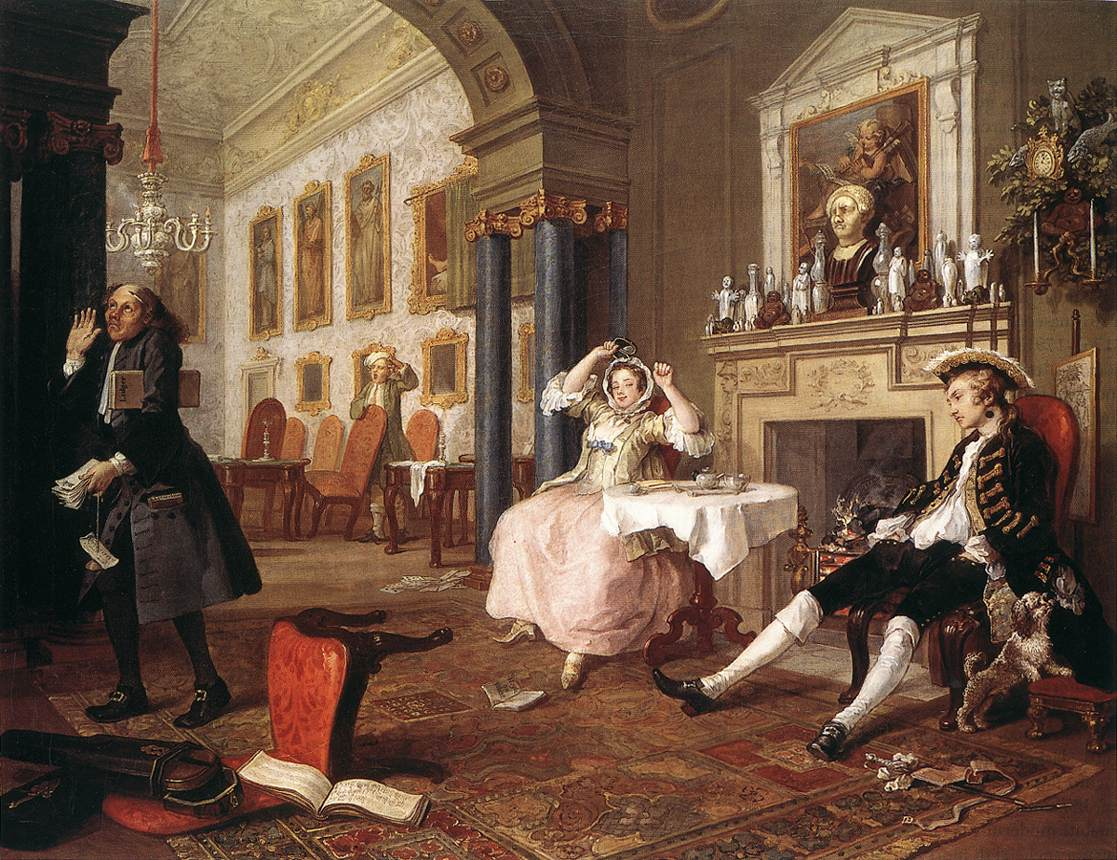
Breakfeast Scene de Marriage à la Mode, um dos seus mais famosos quadros é o óleo sobre tela e se encontra na National Gallery de Londres., 1743.

## Ver Também
- Rococó na Inglaterra
- Pintura do Reino Unido
- História da Pintura
- Pintura do Rococó
- Rococó